# Дахедж – Наготане (етанопровід)
Дахедж — Наготане — трубопровід, що забезпечує постачання етану з приймального терміналу у штаті Гуджарат на кілька підприємств нафтохімічної промисловості Індії, котрі використовують його як сировину для піролізу.
Маршрут етанопроводу довжиною 486 км проходить від порту Дахедж (тут же діє одна з установок парового крекінгу) на південь до підприємства в Хазіра (так само штат Гуджарат) і далі до заводу в Наготане (штат Махараштра південніше за Мумбаї). Проектна потужність трубопроводу становить 1,25 млн. т на рік.
У Махараштрі 26 км траси перетинає заповідну територію, підвідомчу Адміністрації по захисту природного середовища Dahanu Taluka, стосовно чого у січні 2016 року були отримані необхідні дозвільні документи.
Проект реалізований нафтохімічним гігантом Reliance Industries, який зокрема планує забезпечувати свої крекінг-установки шляхом поставок етану із сланцевих родовищ США, для чого був створений флот із нового типу суден — надвеликих етанових танкерів. Проект імпорту етану оголосили офіційно запущеним у квітні 2017 року.